# Campeonato Argentino de Futebol de 2010–11
A Primeira Divisão do Campeonato Argentino de Futebol da temporada 2010-2011 foi a 82ª edição da principal divisão do futebol argentino. A disputa foi realizada com o mesmo regulamento dos anos anteriores.

## Regulamento
Disputada por 20 clubes, a Primera División é disputada em 2 torneios: Apertura e Clausura, ambos em turno único com todos contra todos. O 1º colocado de cada torneio sagra-se campeão do mesmo.

### Critérios de desempate
Caso haja empate de pontos entre dois clubes, os critérios de desempates serão aplicados na seguinte ordem (válido para cada torneio). Esse critério não ocorrerá para definir o campeão dos dois torneios, mas vale na pontuação geral para as vagas da Copa Sulamericana:
1. Saldo de gols
2. Gols marcados
3. Confronto direto

### Fase extra
Caso acontecer um empate de pontos com os primeiros colocados, ocorrerá uma "segunda fase" para definir o campeão de um dos torneios em "campos neutros". Se for dois clubes, será feito um único jogo. Caso for mais de dois, jogarão entre si em turno único, como aconteceu no Torneo Apertura de 2008 em que os três melhores tiveram a mesma pontuação e disputaram um "triangular decisivo".

### Rebaixamento
Para definir o rebaixamento, soma-se os pontos de todas as últimas 3 temporadas e divide-se pelo total de jogos. Os clubes que disputaram todas as últimas 3 temporadas têm seus pontos divididos por 114. Os clubes que disputaram as 2 últimas temporadas têm seus pontos divididos por 76. E os recém-promovidos têm seus pontos divididos por 38. O nome deste sistema é promedio de puntos (média de pontos) e é bastante criticado, já que prejudica bastante os recém-promovidos, forçando-os a marcar um bom número de pontos, cerca de 48 pontos em 38 jogos(significaria uma 10ª posição), para poder escapar do descenso. Os 2 piores da classificação,19º e 20º, do promedio de puntos são rebaixados. Os outros 2 piores, 0
º e 18º, disputam uma repescagem com o 3º e 4º da Primeira Nacional B.

### Libertadores
Também é usado o promedio de puntos. A diferença é que soma-se os pontos do Torneo Apertura da atual temporada com o Torneo Clausura da temporada anterior e divide-se por 38 partidas (no caso dos recém-promovidos tem seus pontos divididos por 19 partidas do Torneo Apertura. Os três melhores colocados se classificam para a Copa Libertadores da América.

## Televisão

### Na Argentina
A Grande Recessão que atingiu mundialmente várias empresas e investidores, atingiu, também, a principal detentora de transmissão dos jogos do campeonato argentino, a emissora de TV por assinatura TyC Sports, resultando na não renovação com a AFA. Desde a temporada passada, o Governo da presidenta Cristina Kirchner adquiriu os direitos de transmissão da competição, através da emissora aberta estatal Canal 7 de Buenos Aires, revendendo para as outras emissoras abertas e negociando de acordo com o indice de audiência de cada emissora nos últimos 12 meses.

### No Brasil
Após a adquirição dos direitos aos governantes, na temporada 2009-10 foi feita uma medida (inclusive para o exterior) de que apenas as emissoras abertas podem adquirir os direitos de transmissão. Sendo assim, pela primeira vez, o torneio não foi transmitido, pois não houve procura dentre as emissoras brasileiras.
No entanto, nessa mesma temporada, a Esporte Interativo adquiriu os direitos de transmissão, garantindo a volta do torneio à TV brasileira.

## Participantes
| Equipe             | Cidade          | Estádio                         | Capacidade | Títulos (último)       |
| ------------------ | --------------- | ------------------------------- | ---------- | ---------------------- |
| All Boys           | Buenos Aires    | Islas Malvinas                  | 21.000     | 0 (não possui)         |
| Argentinos Juniors | Buenos Aires    | Diego Maradona                  | 24.600     | 2 (Clausura 2010)      |
| Arsenal            | Sarandí         | El Viaducto                     | 16.300     | 0 (não possui)         |
| Banfield           | Lomas de Zamora | Florencio Sola                  | 33.351     | 1 (Apertura 2009)      |
| Boca Juniors       | Buenos Aires    | La Bombonera                    | 49.000     | 23 (Apertura 2008)     |
| Colón              | Santa Fé        | Cementerio de Elefantes         | 32.500     | 0 (não possui)         |
| Estudiantes        | La Plata        | Centenario (Quilmes)*           | 30.200     | 4 (Apertura 2006)      |
| Gimnasia y Esgrima | La Plata        | Juan Carmelo Zerillo            | 20.461     | 1 (1929)               |
| Godoy Cruz         | Godoy Cruz      | Malvinas Argentinas             | 40.268     | 0 (não possui)         |
| Huracán            | Buenos Aires    | El Palacio                      | 48.314     | 4 (1928)               |
| Independiente      | Avellaneda      | Estádio Libertadores de América | 32.500     | 14 (Apertura 2002)     |
| Lanús              | Lanús           | La Fortaleza                    | 46.619     | 1 (Apertura 2007)      |
| Newell's Old Boys  | Rosário         | El Coloso del Parque            | 38.095     | 5 (Apertura 2004)      |
| Olimpo             | Bahía Blanca    | Roberto Natalio Carminatti      | 18.000     | 0 (não possui)         |
| Quilmes            | Quilmes         | Centenario                      | 30.200     | 1 (Metropolitano 1978) |
| Racing             | Avellaneda      | Juan Perón                      | 50.000     | 7 (Apertura 2001)      |
| River Plate        | Buenos Aires    | Monumental de Núñez             | 57.901     | 33 (Clausura 2008)     |
| San Lorenzo        | Buenos Aires    | El Nuevo Gasómetro              | 39.963     | 10 (Clausura 2007)     |
| Tigre              | Victoria        | Monumental Victoria             | 26.282     | 0 (não possui)         |
| Vélez Sársfield    | Buenos Aires    | El Fortin de Liniers            | 49.540     | 7 (Clausura 2009)      |

(*) Estádio Ciudad de La Plata em reformas.

## Torneio Apertura

### Classificação
| Torneo Apertura | Torneo Apertura    | Torneo Apertura | Torneo Apertura | Torneo Apertura | Torneo Apertura | Torneo Apertura | Torneo Apertura | Torneo Apertura | Torneo Apertura | Torneo Apertura | Torneo Apertura | Torneo Apertura |
| Time | Time               | Pts             | J               | V               | E               | D               | GP              | GC              | SG              |                 |                 |                 |
| --- | ------------------ | --------------- | --------------- | --------------- | --------------- | --------------- | --------------- | --------------- | --------------- | --------------- | --------------- | --------------- |
| 1 | Estudiantes        | 45              | 19              | 14              | 3               | 2               | 32              | 8               | 24              |                 |                 |                 |
| 2 | Vélez Sársfield    | 43              | 19              | 13              | 4               | 2               | 33              | 9               | 24              |                 |                 |                 |
| 3 | Arsenal de Sarandí | 32              | 19              | 9               | 5               | 5               | 22              | 19              | 3               |                 |                 |                 |
| 4 | River Plate        | 31              | 19              | 8               | 7               | 4               | 21              | 18              | 3               |                 |                 |                 |
| 5 | Racing             | 29              | 19              | 8               | 6               | 5               | 25              | 18              | 7               |                 |                 |                 |
| 6 | Godoy Cruz         | 29              | 19              | 7               | 8               | 4               | 32              | 25              | 7               |                 |                 |                 |
| 7 | Lanús              | 28              | 19              | 8               | 4               | 7               | 20              | 25              | -5              |                 |                 |                 |
| 8 | All Boys           | 26              | 19              | 7               | 5               | 7               | 24              | 23              | 1               |                 |                 |                 |
| 9 | Colón              | 26              | 19              | 7               | 5               | 7               | 21              | 29              | -8              |                 |                 |                 |
| 10 | Newell's Old Boys  | 26              | 19              | 6               | 8               | 5               | 13              | 12              | 1               |                 |                 |                 |
| 11 | Boca Juniors       | 25              | 19              | 7               | 4               | 8               | 20              | 20              | 0               |                 |                 |                 |
| 12 | Argentinos Juniors | 24              | 19              | 6               | 6               | 7               | 22              | 21              | 1               |                 |                 |                 |
| 13 | San Lorenzo        | 24              | 19              | 6               | 6               | 7               | 18              | 20              | -2              |                 |                 |                 |
| 14 | Tigre              | 22              | 18              | 6               | 4               | 8               | 23              | 24              | -1              |                 |                 |                 |
| 15 | Banfield           | 20              | 19              | 4               | 8               | 7               | 20              | 19              | 1               |                 |                 |                 |
| 16 | Quilmes            | 19              | 19              | 4               | 7               | 8               | 14              | 23              | -9              |                 |                 |                 |
| 17 | Olimpo             | 18              | 19              | 5               | 3               | 11              | 18              | 26              | -8              |                 |                 |                 |
| 18 | Huracán            | 16              | 19              | 4               | 4               | 11              | 16              | 33              | -17             |                 |                 |                 |
| 19 | Gimnasia y Esgrima | 15              | 19              | 3               | 6               | 10              | 13              | 23              | -10             |                 |                 |                 |
| 20 | Independiente      | 14              | 18              | 2               | 8               | 8               | 13              | 25              | -12             |                 |                 |                 |
| Pts – Pontos ganhos; J – Jogos; V - Vitórias; E - Empates; D - Derrotas; GP – Gols pró; GC – Gols contra; SG – Saldo de gols |                    |                 |                 |                 |                 |                 |                 |                 |                 |                 |                 |                 |

|  | |
|  | Campeão, classificado à fase de grupos da Copa Libertadores da América de 2011 e não será rebaixado após o Torneio Clausura |

| Torneio Clausura de 2011      |
| ----------------------------- |
| Club Atlético Vélez Sársfield |

### Confrontos
|                    | ALL  | AJR  | ASD  | BAN  | BOC  | COL  | EST  | GES  | GCR  | HUR  | IND  | LAN  | NOB  | OLI  | QUI  | RAC  | RIV  | SLO  | TIG  | VEL  |
| ------------------ | ---- | ---- | ---- | ---- | ---- | ---- | ---- | ---- | ---- | ---- | ---- | ---- | ---- | ---- | ---- | ---- | ---- | ---- | ---- | ---- |
| All Boys           | —    | *    | *    | R-17 | R-3  | *    | R-7  | *    | R-19 | *    | R-11 | *    | R-15 | R-5  | *    | *    | R-13 | *    | R-9  | R-2  |
| Argentinos Juniors | R-12 | —    | *    | R-8  | *    | R-16 | *    | *    | R-10 | R-1  | *    | R-18 | R-6  | *    | *    | *    | R-4  | R-14 | *    | *    |
| Arsenal de Sarandí | R-14 | R-5  | —    | R-10 | *    | R-18 | *    | *    | R-12 | R-3  | *    | R-1  | R-8  | *    | *    | *    | *    | R-16 | *    | R-7  |
| Banfield           | *    | *    | *    | —    | R-18 | *    | R-3  | R-14 | *    | *    | R-7  | *    | R-11 | R-1  | *    | R-16 | R-9  | *    | R-5  | R-13 |
| Boca Juniors       | *    | R-13 | R-15 | *    | —    | R-7  | *    | R-19 | *    | R-11 | *    | R-9  | *    | *    | R-17 | R-2  | *    | R-5  | *    | R-4  |
| Colón              | R-6  | *    | *    | R-2  | *    | —    | R-11 | *    | R-4  | *    | R-15 | *    | R-19 | *    | *    | *    | R-17 | R-8  | R-13 | *    |
| Estudiantes        | *    | R-17 | R-19 | *    | R-8  | *    | —    | R-4  | *    | R-15 | *    | R-13 | *    | R-10 | R-2  | R-6  | *    | *    | *    | *    |
| Gimnasia y Esgrima | R-18 | R-9  | R-11 | *    | *    | R-3  | *    | —    | R-16 | R-7  | *    | R-5  | *    | *    | R-13 | *    | *    | R-1  | *    | R-15 |
| Godoy Cruz         | *    | *    | *    | R-15 | R-1  | *    | R-5  | *    | —    | *    | R-9  | *    | R-13 | R-3  | *    | R-18 | R-11 | *    | R-7  | R-17 |
| Huracán            | R-10 | *    | *    | R-6  | *    | R-14 | *    | *    | R-8  | —    | R-19 | R-16 | R-4  | *    | *    | *    | R-2  | R-12 | *    | *    |
| Independiente      | *    | R-2  | R-4  | *    | R-12 | *    | R-16 | R-8  | *    | *    | —    | *    | *    | R-14 | R-6  | R-10 | *    | *    | R-18 | *    |
| Lanús              | R-8  | *    | *    | R-4  | *    | R-12 | *    | *    | R-6  | *    | R-17 | —    | R-2  | *    | *    | *    | R-19 | R-10 | R-15 | *    |
| Newell's Old Boys  | *    | *    | *    | *    | R-16 | *    | R-1  | R-12 | *    | *    | R-5  | *    | —    | R-18 | R-10 | R-14 | R-7  | *    | R-3  | R-9  |
| Olimpo             | *    | R-15 | R-17 | *    | R-6  | R-9  | *    | R-2  | *    | R-13 | *    | R-11 | *    | —    | R-19 | R-4  | *    | *    | *    | *    |
| Quilmes            | R-16 | R-7  | R-9  | R-12 | *    | R-1  | *    | *    | R-14 | R-5  | *    | R-3  | *    | *    | —    | *    | *    | R-18 | *    | R-11 |
| Racing             | R-1  | R-11 | R-13 | *    | *    | R-5  | *    | R-17 | *    | R-9  | *    | R-7  | *    | *    | R-15 | —    | *    | R-3  | *    | R-19 |
| River Plate        | *    | *    | R-6  | *    | R-14 | *    | R-18 | R-10 | *    | *    | R-3  | *    | *    | R-16 | R-8  | R-12 | —    | *    | R-1  | *    |
| San Lorenzo        | R-4  | *    | *    | R-19 | *    | *    | R-9  | *    | R-2  | *    | R-13 | *    | R-17 | R-7  | *    | *    | R-15 | —    | R-11 | R-6  |
| Tigre              | *    | R-19 | R-2  | *    | R-10 | *    | R-14 | R-6  | *    | R-17 | *    | *    | *    | R-12 | R-4  | R-8  | *    | *    | —    | *    |
| Vélez Sársfield    | *    | R-3  | *    | *    | *    | R-10 | R-12 | *    | *    | R-18 | R-1  | R-14 | *    | R-8  | *    | *    | R-5  | *    | R-16 | —    |

### Libertadores 2012
| Vagas para a Copa Libertadores de 2012 | Vagas para a Copa Libertadores de 2012 | Vagas para a Copa Libertadores de 2012 | Vagas para a Copa Libertadores de 2012 | Vagas para a Copa Libertadores de 2012 | Vagas para a Copa Libertadores de 2012 | Vagas para a Copa Libertadores de 2012 | Vagas para a Copa Libertadores de 2012 | Vagas para a Copa Libertadores de 2012 | Vagas para a Copa Libertadores de 2012 | Vagas para a Copa Libertadores de 2012 | Vagas para a Copa Libertadores de 2012 | Vagas para a Copa Libertadores de 2012 |
| Time | Time                                   | Total de Pontos                        | Total de Jogos                         | Pontos Clausura 2011                   | Pontos Apertura 2011                   |                                        |                                        |                                        |                                        |                                        |                                        |                                        |
| --- | -------------------------------------- | -------------------------------------- | -------------------------------------- | -------------------------------------- | -------------------------------------- | -------------------------------------- | -------------------------------------- | -------------------------------------- | -------------------------------------- | -------------------------------------- | -------------------------------------- | -------------------------------------- |
| 1 | Vélez Sársfield                        | 36                                     | 18                                     | 36                                     | 0                                      |                                        |                                        |                                        |                                        |                                        |                                        |                                        |
| 2 | Lanús                                  | 32                                     | 18                                     | 32                                     | 0                                      |                                        |                                        |                                        |                                        |                                        |                                        |                                        |
| 3 | Argentinos Juniors                     | 29                                     | 18                                     | 29                                     | 0                                      |                                        |                                        |                                        |                                        |                                        |                                        |                                        |
| 4 | Godoy Cruz                             | 28                                     | 17                                     | 28                                     | 0                                      |                                        |                                        |                                        |                                        |                                        |                                        |                                        |
| 5 | Olimpo                                 | 27                                     | 18                                     | 27                                     | 0                                      |                                        |                                        |                                        |                                        |                                        |                                        |                                        |
| 6 | Boca Juniors                           | 27                                     | 18                                     | 27                                     | 0                                      |                                        |                                        |                                        |                                        |                                        |                                        |                                        |
| 7 | Independiente                          | 26                                     | 18                                     | 26                                     | 0                                      |                                        |                                        |                                        |                                        |                                        |                                        |                                        |
| 8 | River Plate                            | 26                                     | 18                                     | 26                                     | 0                                      |                                        |                                        |                                        |                                        |                                        |                                        |                                        |
| 9 | Banfield                               | 26                                     | 18                                     | 26                                     | 0                                      |                                        |                                        |                                        |                                        |                                        |                                        |                                        |
| 10 | All Boys                               | 25                                     | 18                                     | 25                                     | 0                                      |                                        |                                        |                                        |                                        |                                        |                                        |                                        |
| 11 | Estudiantes                            | 24                                     | 18                                     | 24                                     | 0                                      |                                        |                                        |                                        |                                        |                                        |                                        |                                        |
| 12 | Tigre                                  | 24                                     | 18                                     | 24                                     | 0                                      |                                        |                                        |                                        |                                        |                                        |                                        |                                        |
| 13 | Racing                                 | 23                                     | 17                                     | 23                                     | 0                                      |                                        |                                        |                                        |                                        |                                        |                                        |                                        |
| 14 | Arsenal de Sarandí                     | 22                                     | 18                                     | 22                                     | 0                                      |                                        |                                        |                                        |                                        |                                        |                                        |                                        |
| 15 | San Lorenzo                            | 21                                     | 17                                     | 21                                     | 0                                      |                                        |                                        |                                        |                                        |                                        |                                        |                                        |
| 16 | Colón                                  | 21                                     | 18                                     | 21                                     | 0                                      |                                        |                                        |                                        |                                        |                                        |                                        |                                        |
| 17 | Newell's Old Boys                      | 12                                     | 17                                     | 12                                     | 0                                      |                                        |                                        |                                        |                                        |                                        |                                        |                                        |
| 18 | ainda não definido                     | 0                                      | 0                                      | *                                      | 0                                      |                                        |                                        |                                        |                                        |                                        |                                        |                                        |
| 19 | ainda não definido                     | 0                                      | 0                                      | *                                      | 0                                      |                                        |                                        |                                        |                                        |                                        |                                        |                                        |
| 20 | ainda não definido                     | 0                                      | 0                                      | *                                      | 0                                      |                                        |                                        |                                        |                                        |                                        |                                        |                                        |
| O Campeão do Clausura e Apertura tem direito a vaga na Libertadores, e os 4 com a maior pontuação nos dois últimos torneios Clausura e Apertura. |                                        |                                        |                                        |                                        |                                        |                                        |                                        |                                        |                                        |                                        |                                        |                                        |

|  | |
|  | O Campeão do Clausura 2011 tem vaga garantida na Copa Libertadores da América de 2012.                                     |
|  | O Campeão do Apertura 2011 tem vaga garantida na Copa Libertadores da América de 2012                                      |
|  | Os quatro com maior pontuação nos dois últimos torneios de 2011 tem vaga garantida na Copa Libertadores da América de 2012 |

## Torneio Clausura
libertadores 2011

## Sul-Americana 2011
| Vagas para a Copa Sul-Americana de 2011                                            | Vagas para a Copa Sul-Americana de 2011 | Vagas para a Copa Sul-Americana de 2011 | Vagas para a Copa Sul-Americana de 2011 | Vagas para a Copa Sul-Americana de 2011 | Vagas para a Copa Sul-Americana de 2011 | Vagas para a Copa Sul-Americana de 2011 | Vagas para a Copa Sul-Americana de 2011 | Vagas para a Copa Sul-Americana de 2011 | Vagas para a Copa Sul-Americana de 2011 | Vagas para a Copa Sul-Americana de 2011 | Vagas para a Copa Sul-Americana de 2011 | Vagas para a Copa Sul-Americana de 2011 |
| Time                                                                               | Time                                    | Total de Pontos                         | Total de Jogos                          | Pontos                                  | Jogos Apertura 2010                     | Pontos                                  | Jogos Clausura 2011                     |                                         |                                         |                                         |                                         |                                         |
| ---------------------------------------------------------------------------------- | --------------------------------------- | --------------------------------------- | --------------------------------------- | --------------------------------------- | --------------------------------------- | --------------------------------------- | --------------------------------------- | --------------------------------------- | --------------------------------------- | --------------------------------------- | --------------------------------------- | --------------------------------------- |
| 1                                                                                  | Vélez Sársfield                         | 79                                      | 37                                      | 43                                      | 19                                      | 36                                      | 18                                      |                                         |                                         |                                         |                                         |                                         |
| 2                                                                                  | Estudiantes                             | 69                                      | 37                                      | 45                                      | 19                                      | 24                                      | 18                                      |                                         |                                         |                                         |                                         |                                         |
| 3                                                                                  | Lanús                                   | 60                                      | 37                                      | 28                                      | 19                                      | 32                                      | 18                                      |                                         |                                         |                                         |                                         |                                         |
| 4                                                                                  | Godoy Cruz                              | 57                                      | 36                                      | 29                                      | 19                                      | 28                                      | 17                                      |                                         |                                         |                                         |                                         |                                         |
| 5                                                                                  | River Plate                             | 57                                      | 37                                      | 31                                      | 19                                      | 26                                      | 18                                      |                                         |                                         |                                         |                                         |                                         |
| 6                                                                                  | Arsenal de Sarandí                      | 54                                      | 37                                      | 32                                      | 19                                      | 22                                      | 18                                      |                                         |                                         |                                         |                                         |                                         |
| 7                                                                                  | Argentinos Juniors                      | 53                                      | 37                                      | 24                                      | 19                                      | 29                                      | 18                                      |                                         |                                         |                                         |                                         |                                         |
| 8                                                                                  | Boca Juniors                            | 52                                      | 37                                      | 25                                      | 19                                      | 27                                      | 18                                      |                                         |                                         |                                         |                                         |                                         |
| 9                                                                                  | Racing                                  | 52                                      | 36                                      | 29                                      | 19                                      | 23                                      | 17                                      |                                         |                                         |                                         |                                         |                                         |
| 10                                                                                 | All Boys                                | 51                                      | 37                                      | 26                                      | 19                                      | 25                                      | 18                                      |                                         |                                         |                                         |                                         |                                         |
| 11                                                                                 | Tigre                                   | 49                                      | 37                                      | 25                                      | 19                                      | 24                                      | 18                                      |                                         |                                         |                                         |                                         |                                         |
| 12                                                                                 | Colón                                   | 47                                      | 37                                      | 26                                      | 19                                      | 21                                      | 18                                      |                                         |                                         |                                         |                                         |                                         |
| 13                                                                                 | Banfield                                | 46                                      | 37                                      | 20                                      | 19                                      | 26                                      | 18                                      |                                         |                                         |                                         |                                         |                                         |
| 14                                                                                 | Olimpo                                  | 45                                      | 37                                      | 18                                      | 19                                      | 27                                      | 18                                      |                                         |                                         |                                         |                                         |                                         |
| 15                                                                                 | San Lorenzo                             | 45                                      | 36                                      | 24                                      | 19                                      | 21                                      | 17                                      |                                         |                                         |                                         |                                         |                                         |
| 16                                                                                 | Independiente                           | 40                                      | 37                                      | 14                                      | 19                                      | 26                                      | 18                                      |                                         |                                         |                                         |                                         |                                         |
| 17                                                                                 | Quilmes                                 | 39                                      | 37                                      | 19                                      | 19                                      | 20                                      | 18                                      |                                         |                                         |                                         |                                         |                                         |
| 18                                                                                 | Newell's Old Boys                       | 38                                      | 37                                      | 26                                      | 19                                      | 12                                      | 17                                      |                                         |                                         |                                         |                                         |                                         |
| 19                                                                                 | Gimnasia y Esgrima                      | 32                                      | 37                                      | 15                                      | 19                                      | 17                                      | 18                                      |                                         |                                         |                                         |                                         |                                         |
| 20                                                                                 | Huracán                                 | 30                                      | 37                                      | 16                                      | 19                                      | 14                                      | 18                                      |                                         |                                         |                                         |                                         |                                         |
| Classificação: Os 6 times com maior pontuação nos dois últimos torneios 2010-2011. |                                         |                                         |                                         |                                         |                                         |                                         |                                         |                                         |                                         |                                         |                                         |                                         |

|  |                                                      |
|  | Classificado à Copa Sul-americana de Futebol de 2011 |